# Frithjof Trapp
Frithjof Trapp (* 1943 in Anklam) ist ein deutscher Germanist, der bis 2007/08 an der Universität Hamburg lehrte. Sein Fachgebiet war neue deutsche Literatur.

## Leben
Trapp absolvierte 1962 bis 1971 ein Studium der Germanistik, Geschichte und Soziologie in Köln und der Freien Universität Berlin. 1971 wurde er bei Wilhelm Emrich mit seiner Studie über Heinrich Mann promoviert.
Ab 1972 wirkte er sieben Jahre als Wissenschaftlicher Assistent von Franz Norbert Mennemeier am Fachbereich Germanistik der FU Berlin. 1978 schloss sich eine Assistenzprofessor an der FU Berlin bis 1984 an und er übernahm zugleich den stellvertretenden Vorsitz der Entwicklungsplanungskommission des akademischen Senats. 1982 erfolgte die Habilitation mit einer Überblicksdarstellung zur deutschen Exilliteratur aus den Jahren 1933 bis 1945.
1984 wurde Trapp zum Leiter der damaligen Hamburger Arbeitsstelle für deutsche Exilliteratur berufen. Diese wurde später in die Walter-A.-Berendsohn-Forschungsstelle für deutsche Exilliteratur umbenannt. Trapp war bis 2008 ihr Leiter.
Daneben ist Trapp ab 1980 Redakteur, ab 1995 bis 2007 zusammen mit Edita Koch Herausgeber der Zeitschrift Exil, die in Frankfurt a. M. im Verlag Edita Koch erscheint.
Trapp war ab 1984 Vorstandsmitglied der P. Walter Jacob-Stiftung (Hamburg) und verantwortlich für das wissenschaftliche Programm der Stiftung. Er war auch Herausgeber der Schriftenreihe des Paul Walter Jacob Archivs. 1987 bis 1997 fungierte er als Mitglied des wissenschaftlichen Beirats der Herbert und Elsbeth Weichmann Stiftung (Hamburg).

## Werk (Auswahl)
- Frithjof Trapp; Werner Mittenzwei; Henning Rischbieter; Hansjörg Schneider: Handbuch des deutschsprachigen Exiltheaters 1933–1945. (Rezension durch Egon Schwarz in der FAZ)[2]

Band 1: Verfolgung und Exil deutschsprachiger Theaterkünstler.  Saur, München 1999, ISBN 3-598-11374-9
Band 2: Biographisches Lexikon der Theaterkünstler. Sauer, München 1999, ISBN 3-598-11375-7.
- Zwischen Schönberg und Wagner - Musikerexil 1933–1949. Das Beispiel P. Walter Jacob. (Zur Ausstellung in der Staats- und Universitätsbibliothek „Carl von Ossietzky“, Hamburg, 12. Januar 2005 – 19. Februar 2005) Hrsg. Frithjof Trapp für die Walter-A.-Berendsohn-Forschungsstelle für Deutsche Exilliteratur.  Henschel, Leipzig 2005, ISBN 978-3-89487-510-7.